# Прохоровы

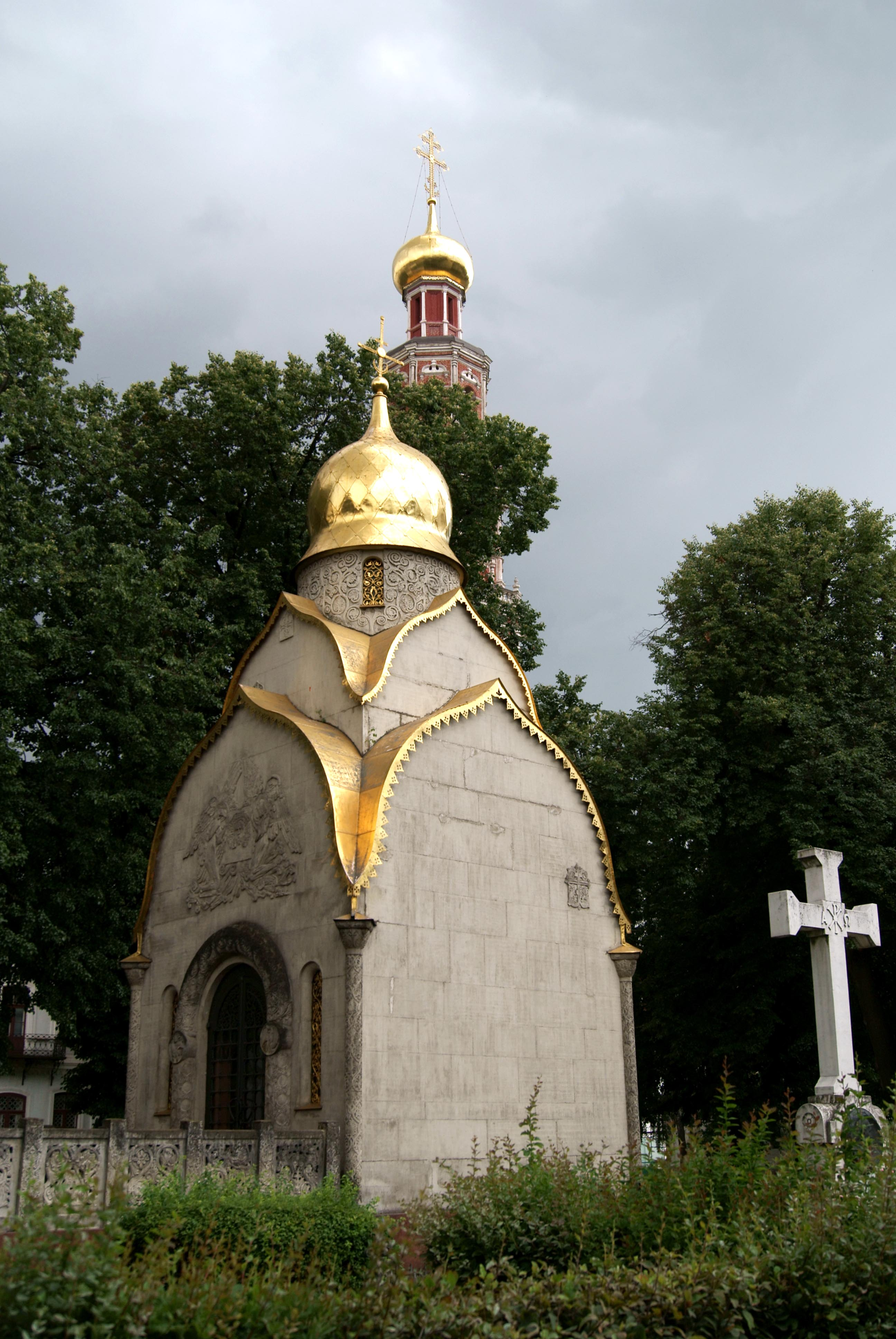
Часовня-усыпальница Прохоровых перед Смоленским собором Новодевичьего монастыря

Династия промышленников Прохоровых — династия русских промышленников, с 1799 по 1918 годы владевшая Трёхгорной мануфактурой. За высокие достижения Прохоровы в 1912 году были удостоены наследного дворянства.
- Василий Иванович Прохоров (1755—1815) — основатель династии, русский купец 3-й гильдии, создатель Трёхгорной мануфактуры, руководитель предприятия в 1799—1815 годах.
  - Тимофей Васильевич Прохоров (1797—1854) — мануфактур-советник и кавалер, потомственный почётный гражданин. Руководитель предприятия в 1815—1833 годах.
    - Александр Тимофеевич Прохоров (1825—1854)

  - Иван Васильевич Прохоров (1794—1848) — потомственный почётный гражданин. Соруководитель предприятия в 1833—1848 годах.
  - Константин Васильевич Прохоров (1798—1885) — мануфактур-советник и потомственный почётный гражданин. Соруководитель предприятия в 1833—1858 годах.
  - Яков Васильевич Прохоров (1804—1858) — потомственный почётный гражданин. Соруководитель предприятия в 1833—1858 годах.
    - Иван Яковлевич Прохоров (1833—1881) — потомственный почётный гражданин. Руководитель предприятия в 1858—1881 годах.
      - Сергей Иванович Прохоров (1858—1899) — мануфактур-советник и кавалер, потомственный почётный гражданин. Соруководитель предприятия в 1881—1899 годах.
      - Николай Иванович Прохоров (1860—1915) — мануфактур-советник и кавалер, потомственный почётный гражданин, с 1912 потомственный дворянин. Соруководитель предприятия в 1881—1899 годах, руководитель в 1899—1915 годах.
        - Иван Николаевич Прохоров (1890—1927) — корнет в запасе, с 1912 потомственный дворянин. Руководитель предприятия в 1915—1918 годах.
          - Вера Ивановна Прохорова (1918—2013) — советский филолог, узница сталинских лагерей[1].

    - Алексей Яковлевич Прохоров (1847—1888) — потомственный почётный гражданин, заведовал торговыми делами фабрики с 1874 года.

## Описание герба
В золотом щите три черных горы. В червленой главе щита золотая дворянская корона.
На щите дворянский коронованный шлем. Нашлемник: три страусовых пера: среднее чёрное, крайние — червленые. Намёт на щите справа чёрный с золотом, слева червленый с золотом. Герб рода Прохоровых внесен в Часть 20 Общего гербовника дворянских родов Всероссийской империи, стр. 29.